# ميا ليتشي لوفغرين
إيبا ماريا لوفيسا (ميا) ليتشي لوفغرين (بالانجليزية: Ebba Maria Lovisa (Mia) Leche Löfgren) اسمها قبل الزواج ليتشي (من مواليد 10 أكتوبر عام 1878 في لوند - 8 أبريل عام 1966 في ستوكهولم)، هي صحفية وكاتبة وناشطة سلام سويدية معروفة بموقفها الصارم ضد النازية ومعاداة السامية بالإضافة إلى مشاركتها في إغاثة اللاجئين وتقديم المساعدات الإنسانية.

## سيرتها الذاتية

### الصحافة ونشاطاتها في الكتابة
بعد أن عملت بشكل متقطع كمترجمة للوثائق العامة والقانونية، عُرفت ليتشي لوفغرين لأول مرة ككاتبة في عام 1906 بعد أن حضرت خطابًا عامًا ألقته إلين كي عن السلام والإنسانية. في طريقها إلى المنزل، شهدت حادثة فشل جندي في تأدية التحية الواجبة لملازم عابر ليتم «إعدامه دون محاكمة تقريبًا» بسبب إهماله مثلما وصفت الحادثة لاحقًا في سيرتها الذاتية. بعد وصولها المنزل، كتبت مقالًا معاديًا للنزعة العسكرية وأرسلته تحت اسم مجهول إلى صحيفة إلوستريراد هفاد نيت عن طريق الخطأ لأن هذه الصحيفة المحافظة لم تتماشى مع قناعاتها السياسية. مع نشر مقالها الأول، واصلت بعد ذلك إرسال المقالات والتعليقات إلى الصحيفة الأدبية والدورية النسائية آيدن بالإضافة إلى الصحيفتين الساخرتين كوري و سانداس-نيسي.
من عام 1906 حتى عام 1908، توظفت في صحيفة فارت لاند المحافظة ككاتبة لمراجعة الكتب الأدبية التي لم يُبدي لها كارل ديفيد آف فيرسن، الناقد الأدبي الرئيسي للصحيفة، أي اهتمام وخاصة الأعمال التي تكتبها النساء أو تُكتب من أجلهن. من خلال تطوير أسلوب كتابة يتميز بالسهولة والمتعة، لقيت مراجعاتها ومقالاتها والتقارير العرضية استحسانًا جيدًا، إذ عمدت على تطوير ما وصفته إلين كي سابقًا «بالسهولة الهائلة في تشكيل اللغة السويدية». من حيث المضمون، غالبًا ما انخرطت كتاباتها لمناقشة وضع المرأة في المجتمع السويدي بالإضافة إلى تأملاتها في التطورات الاجتماعية والسياسية والتجارب الشخصية بصفتها زوجة وأم. من عام 1916 فصاعدًا، بدأت أيضًا في كتابة أعمدة لصحيفة غوتيبورغز هاندلس-أوف سيوفارتستيدنينغ نتيجة معرفة سابقة تربطها مع رئيسة تحرير الصحيفة تورني سيغرستيدت من عملها السابق في المنتدى الدوري الليبرالي في ستوكهولم.
عُرف اسم ليتشي لوفغرين لأول مرة في الأدب في عام 1930 بعد كتاب السيرة الذاتية لإلين كي. بالاعتماد على أفكار كي الإصلاحية والداعية للسلامية إلى جانب تقديرها الخاص لها كمعلمتها السابقة، لقي الكتاب استحسانًا جيدًا من الجمهور السويدي. في السنوات التالية، واصلت ليتشي لوفغرين نشر سلسلة من كتب السيرة الذاتية بأسلوب يمزج بين النثر والتعليقات الاجتماعية الذاتية، بما في ذلك رؤيتها للتطورات السياسية والمجتمعية بالإضافة إلى صور الأصدقاء وأفراد الأسرة وزوجها إلييل لوفغرين ودورها كامرأة وزوجة وأم: عالم آبائنا (1934) وكان مثل هذا (1900-1940) وأوقات عصيبة (1946) والمُثل العليا والناس (1952) والخبير (1958) والإنهاء (1962). نشرت أعمال سيرة ذاتية عن مغنية الأوبرا كريستينا نيلسون وعن الصحفي الألماني والمسالم كارل فون أوسيتزكي.
لم يؤثر التهديد المتزايد للنازية في ثلاثينيات القرن العشرين على نشاطها السياسي في حركة السلام السويدية فحسب، بل أعادها أيضًا إلى الصحافة. إذ ضاعفت نشاطها في الكتابة بالعمل مع صحيفة غوتيبورغز هاندلس-أوف سيوفارتستيدنينغ واتخذت موقفًا مناهضًا للنازية واكتسبت شهرة بسرعة لتصبح واحدة من أبرز الأصوات السياسية في الصحيفة. عُرفت ليتشي لوفغرين بنشاطها كعضوة في هيئة تحرير صحيفة فونستريت (1931-1936)، وكتبت أيضًا لصحيفة مورغونتيدنينغ في مقرها في غوتنبرغ (1933-1940) وأصبحت معروفة في جميع أنحاء البلاد ككاتبة عمود لصحيفة آيدن من عام 1937 فصاعدًا.
بعد وفاة زوجها في عام 1940، قررت ليتشي لوفغرين الانتقال إلى غوتنبرغ للعمل بشكل أفضل مع تورني سيغرستيدت حول قضية النازية واضطهاد اليهود والصحفيين والأصوات الناقدة الأخرى في فترة الرايخ الألماني. حظيت من خلال تحليلاتها اللاذعة والحادة للوضع الدولي بالإضافة إلى مخاطر النازية ومعاداة السامية في السويد بشهرة وطنية استمرت حتى يومنا هذا.